# 伊格拉德拉斯杜埃尼亚斯
伊格拉德拉斯杜埃尼亚斯，是西班牙卡斯蒂利亚-莱昂阿维拉省的一个市镇。 总面积35km2, 总人口326人（2001年），人口密度9人/km2。